# L. Francis Griffin
Leslie Francis Griffin (* 15. September 1917 oder 1919 in Norfolk; † 18. Januar 1980 in Farmville) war ein US-amerikanischer Baptistenpastor und Bürgerrechtler. Bekannt wurde er als „The Fighting Preacher“ (zu Deutsch etwa: Der kämpfende Prediger).

## Leben
Griffin war der Sohn des Predigers Charles H. D. Griffin und seiner Frau Drusilla Florentine Brothers Griffin. Sie waren Afroamerikaner. Im April 1927 zogen sie nach Farmville, dem County Seat vom Prince Edward County. Wie in allen Südstaaten galten dort die rassistischen Jim-Crow-Gesetze. Nachdem Griffin unter anderem als Fischer Arbeit gefunden hatte, wurde er 1941 für den Zweiten Weltkrieg in die U. S. Army eingezogen und diente in Nordafrika und Italien. Als Soldat entschied er sich für eine Karriere als Prediger. Während des Theologiestudiums an der Shaw University traf und heiratete er Adelaide Payne. Sie hatten sechs Kinder. Als sein Vater 1949 verstarb, folgte Griffin ihm als Prediger.
Griffin war ein Anhänger der Social Gospel. Er meinte, dass das Beten mit dem Handeln in Verbindung gebracht werden müsse. Deshalb formte er die Baptistenkirche Farmvilles zu einem Zentrum der Bürgerrechtsbewegung um und engagierte sich in der National Association for the Advancement of Colored People (NAACP), dessen virginische Landesorganisation er ab 1962 leitete. Seit Beginn seines Wirkens stand die Abschaffung der Rassentrennung für ihn im Mittelpunkt. Dazu unterstützte er die Bestrebungen der Schüler um Barbara Rose Johns, die einen Schulstreik gegen ungleiche Verhältnisse zwischen Schulen für Schwarze und Weiße initiiert hatte. Mit Unterstützung der NAACP reichten sie gemeinsam den Fall Davis v. County School Board of Prince Edward County gegen die Rassentrennung an Schulen ein. Die geltende Rechtslage beruhte auf der Entscheidung Plessy v. Ferguson aus dem Jahr 1896. Schulen und andere öffentliche Einrichtungen durften „separate but equal“, also „getrennt aber gleich“ sein. Das United States District Court entschied gegen die Bürgerrechtler, die Berufung einlegten. Vor dem Obersten Gerichtshof wurde Davis v. County School Board of Prince Edward County mit vier weiteren Klagen zum Fall Brown v. Board of Education konsolidiert. Es wurde entschieden, dass Rassentrennung verfassungswidrig sei. Wenig später begann die Desegregation öffentlicher Schulen. Für seine Rolle in dieser Grundsatzentscheidung erhielt Griffin mehrfach Morddrohungen und kam unter Polizeischutz.
Viele Weiße, die noch eine rassistische Weltanschauung hatten, leiteten eine Massive Resistance gegen die Entscheidung des Gerichts ein. In Prince Edward County protestierte die Schulverwaltung gegen die Desegration 1959 durch die Schließung öffentlicher Schulen. Für weiße Kinder wurde stattdessen die Privatschule Prince Edward Academy gegründet, an der die Rassentrennung fortbestehen durfte. Dadurch verlor Griffin auch viele seiner Unterstützer, die als Lehrkräfte die Region verließen, um anderswo nach Arbeit zu suchen. Er gründete die Prince Edward County Christian Association (PECCA) um dagegen vorzugehen. Er organisierte mehrere Demonstrationen und Spendenkampagnen zur Gründung verschiedener „activity centres“, in denen die schwarzen Jugendlichen unterrichtet wurden, deren Eltern nicht die Mittel hatten, sie außerhalb des Countys auf eine Schule zu schicken. Auch verklagte er zunächst erfolglos die Schulverwaltung. Stattdessen ersuchte er die Unterstützung des linksgerichteten Präsidenten John F. Kennedy. Mit Hilfe William vanden Heuvels, einem Assistenten des Justizministers Robert F. Kennedy, wurden für schwarze Schüler Ersatzschulen gegründet.
1964 kam der Fall Griffin v. County School Board of Prince Edward County vor das Oberste Gerichtshof, das die Schulschließungen für verfassungswidrig erklärte. Die Schulverwaltung reagierte damit, die öffentlichen Schulen zu unterfinanzieren. Trotz juristischer Maßnahmen der NAACP blieb es bei diesem Budget. Von Erfolg gekrönt war hingegen seine Klage dagegen, dass der Staat Virginia Stipendien an weiße Schüler verteilte, um komplett weiße Privatschulen zu besuchen. Im Rahmen des War on Poverty (vgl. Great Society), einem Programm des Präsidenten Lyndon B. Johnson, überzeugte er die Regierung von einem außerschulischen Programm für die Schüler Prince Edward Countys. 1968 wurde auf Veranlassung Griffins ein elterliches Beratungskomitee zur komplett weißen Schulverwaltung gebildet. Er war Vorsitzender. Die Streitigkeiten zwischen den beiden Organen über fehlende Finanzierung und der Entlassung eines beliebten Lehrers führten erneut zu Protesten, doch gab die Schulverwaltung schließlich nach. Zwei Schwarze traten ihr bei; einer wurde Mitglied des School Trustee Electoral Board. Dieses war für die Zusammensetzung der Schulverwaltung zuständig.
In den 1970ern neigte Griffin zum Schwarzen Nationalismus. Er kritisierte die Schulverwaltung nunmehr dafür, mehr weiße Lehrer für öffentliche Schulen einzustellen. An mehrheitlich schwarzen Schulen solle die Fakultät und das Curriculum dies reflektieren.
Er verstarb am 18. Januar 1980 in seiner Wohnung an den Folgen einer Herzinsuffizienz. Die Straße, in der er wohnte, wurde 1982 nach ihm umbenannt. Sowohl in Farmville als auch in Richmond erinnern Statuen an ihn.